# Озёра Крыма
В Крыму насчитывается более 300 озёр и лиманов. Почти все озёра солёные и расположены вдоль побережья, в низменной степной части, за исключением малых пресных озёр, находящихся на яйлах Главной гряды Крымских гор, и нескольких опреснённых озёр. Пресным является также Ак-Мечетское озеро на Тарханкутском полуострове. Подавляющее большинство озёр мелководно, в некоторые из них впадают реки Равнинного Крыма. Практически на всех озёрах отсутствуют прибрежные защитные полосы (ПЗП). В зависимости от концентрации солей озёра делятся на самосадочные (происходит естественное выпадение солей из раствора — «садка») и несамосадочные. Есть озёра, содержащие лечебные грязи. В летний период некоторые озёра пересыхают. Все озёра и лиманы Крымского полуострова разделены в зависимости от местоположения на 7 групп: Перекопская, Тарханкутская, Евпаторийская, Херсонесская, Озёра на яйлах, Керченская и Геническая (Чонгаро-Арабатская, Присивашская). Озёра Генической группы расположены в северной части Арабатской Стрелки, которая относится к Крымскому полуострову, однако граница Республики Крым отсекает эту часть Арабатской стрелки и проходит значительно южнее с. Стрелковое.

## Административная принадлежность и целевое использование озер

### Красноперекопский район
1. Чайка
2. Айгульское
3. Кирлеутское
4. Киятское
5. Круглое
6. Янгул
7. Красное (северный отсек)
8. Красное (южный отсек)
9. Старое

### Раздольненский район
1. Бакальское
2. б/н (21 км севернее с. Огни)
3. б/н (3,8 км севернее с. Огни)

### Черноморский район
1. Джарылгач
2. Ярылгач
3. Панское
4. Ак-Мечетское
5. Лиман
6. Маякское
7. Большой Кипчак (озеро)
8. Малый Кипчак (озеро)
9. Донузлав

### Сакский район
1. Кызыл-Яр
2. Богайлы
3. Большое Ялы-Майнакское
4. Малое Ялы-Майнакское
5. Малое Отар-Майнакское
6. Конрад
7. Тереклы (Солёное)
8. Круглое
9. Галгасское
10. б/н (2,5 км ю-з от с. Молочное)
11. Ойбурское
12. Аджибайчикское
13. б/н (с. Штормовое)
14. Аирчинское
15. б/н (с. Поповка)
16. б/н (п. Мирный)
17. б/н (1,6 км севернее п. Мирный)
18. б/н (п. Новоозёрное)
19. Сасык-Сиваш
20. Сакское
21. Майнакское

### Симферопольский район
1. Тавель-голь (с. Краснолесье)
2. Грушевое (п. Клиновка)
3. Мраморное

### Кировский район
1. Ачи

### Зона г. Феодосия
1. Ащиголь
2. Кучук-Ащиголь

### Ленинский район
1. Канчик (Марьевский с/с)
2. Узунларское
3. Кояшское (Марьевский с/с)
4. Киркояшское (Марьевский с/с)
5. Тобечикское (Челядиновский с/с)
6. Чурбашское (Приозёрненский с/с, г. Керчь)
7. Акташское (Мысовский с/с)
8. Марфовское (Марфовский с/с)
9. Солёное (Марфовский с/с)
10. Янышское, или Голь (Заветненский с/с)
11. Солёное (Заветненский с/с)
12. Солёное (Марьевский с/с)
13. Солёное (Багеровский п/с)
14. Солёное (Ильичевский с/с)

Бахчисарайский район
1. Широкий яр

Зона г. Керчи
1. Чурбашское (Приозёрненский с/с, г. Керчь)
2. б/н (0,24 га)
3. б/н (0,6 га)
4. Ворошиловское (2,4 га)[источник не указан 3397 дней]
5. Чокракское (Курортный с/с)